# 锦鲤站
锦鲤站是深圳有轨电车的一个中间站，位于龍華區龙华大道（大和路）与观澜人民路路口，於2017年10月28日随深圳有轨电车第一期线路开通而啟用。本站的車站英文名稱採用漢語拼音Jinli，但在某些站牌却采用日語拼音Koi。

## 车站结构
本车站沿龙华大道有一个西北东南向布局的岛式月台。月台东南端设有超级电容变压设备，与龙华大道及观澜人民路人行道均有天桥（该天桥又叫：锦鲤站天桥）连接，天桥与月台及马路人行道间有两台升降机可供使用。

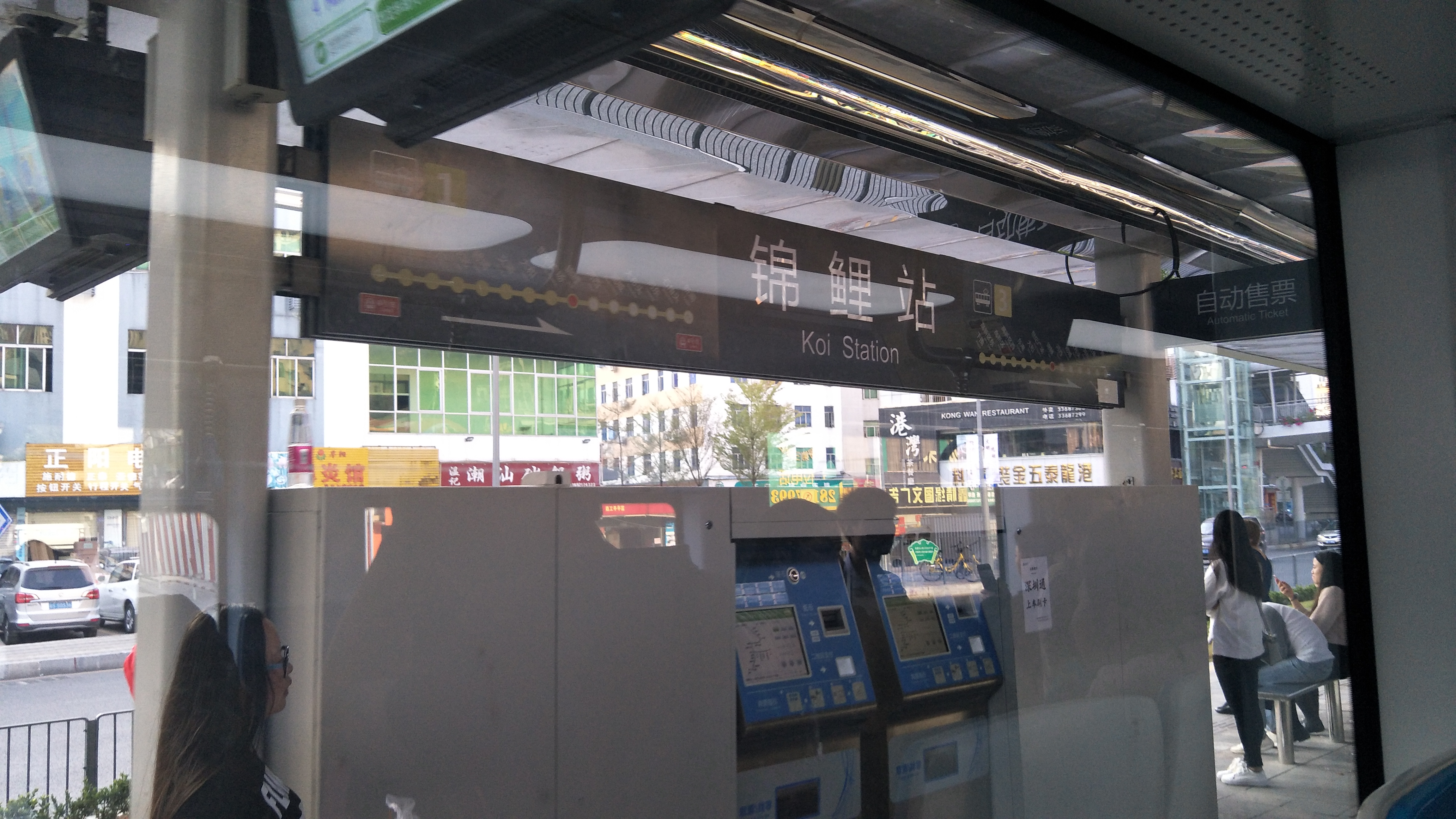
站名牌，英文名错印为日文罗马音的“Koi”

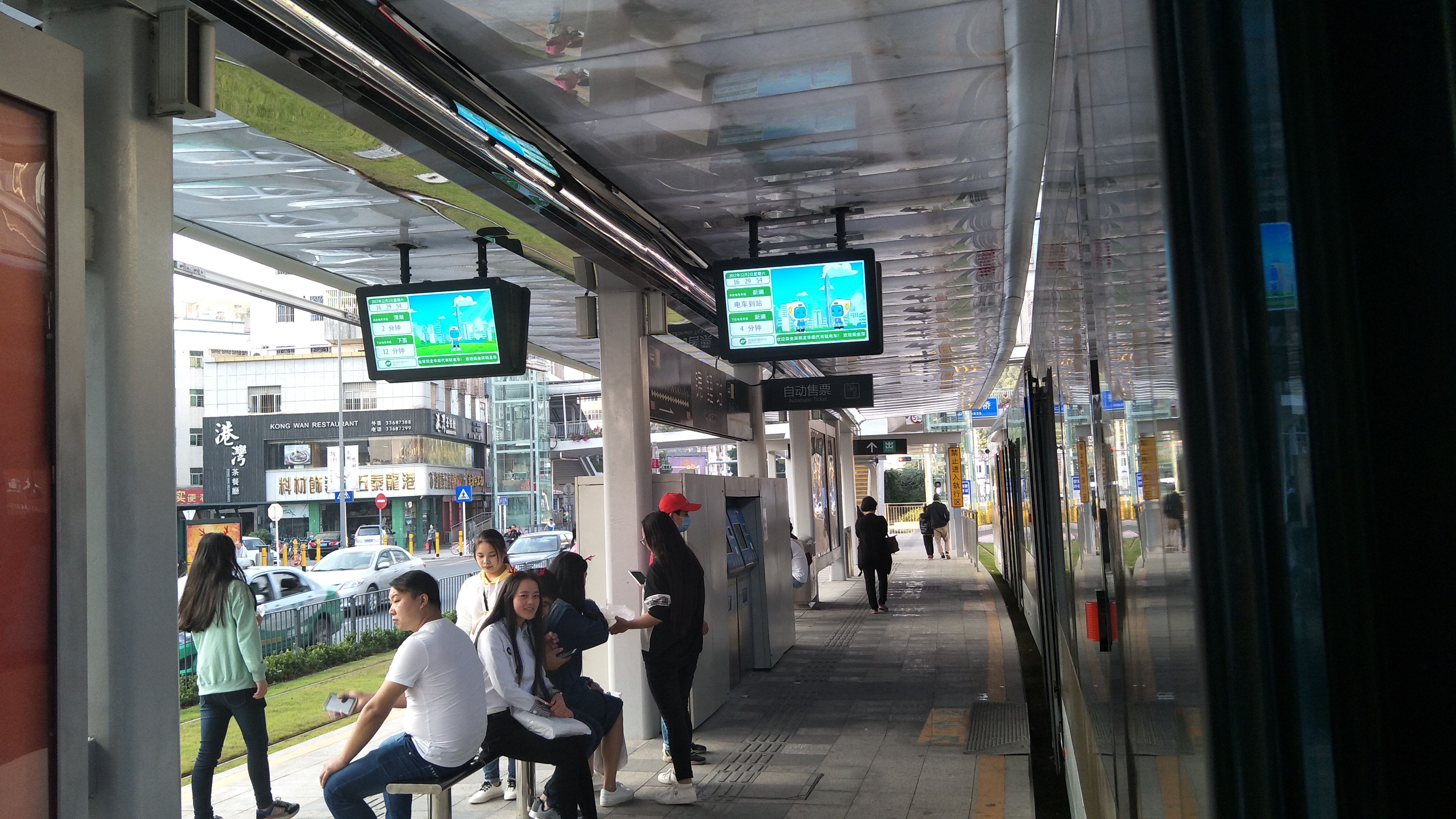
车站月台

## 车站周边
- 田寮村
- 锦鲤村
- 锦鲤农贸市场
- 锦园

## 歷史
- 2017年10月28日，隨深圳有軌電車開通而啟用。深圳有軌電車的1號綫（清湖至新瀾）、3號綫（新瀾至下圍）经过此站[3]。
- 2017年12月28日，3号线取消，本站发车间隔改為平峰12分钟一班。[4]
- 2018年3月28日，全線提速，班次提升為10分鐘一班[5]。
- 2018年6月28日起，全线第三次压缩行车间隔，行车间隔由之前的10分钟压缩至8分钟。[6]